# كوراكش
كوراكش هي قرية في مقاطعة ورزقان، إيران. يقدر عدد سكانها بـ 200 نسمة بحسب إحصاء 2016.